# Aero-Plan
Aero-Plan – debiutancki album studyjny polskiej piosenkarki Eweliny Lisowskiej, wydany 7 maja 2013 przez wytwórnię płytową HQT Music Group w dystrybucji Universal Music Polska. Singlami promującymi album zostały utwory „Nieodporny rozum”, „W stronę słońca” i „Jutra nie będzie”.
Album dotarł do 10. miejsca na liście OLiS i został wyróżniony certyfikatem złotej płyty za sprzedaż w nakładzie przekraczającym 15 tysięcy egzemplarzy.

## Lista utworów
| Nr  | Tytuł                           | Autorzy                                                                                     | Czas  |
| --- | ------------------------------- | ------------------------------------------------------------------------------------------- | ----- |
| 1.  | „Gram nadziei”                  | Kuba Mańkowski, Tomasz Napierała, Bogumił Romanowski                                        | 3:55  |
| 2.  | „Jutra nie będzie”              | Ewelina Lisowska, Tomasz Napierała, Filip Pachólczyk, Bogumił Romanowski, Maciej Wiergowski | 2:50  |
| 3.  | „Cała płonę”                    | Ewelina Lisowska, Tomasz Napierała, Maciej Wiergowski                                       | 3:45  |
| 4.  | „Ostatni raz”                   | Kuba Mańkowski, Tomasz Napierała, Bogumił Romanowski                                        | 3:42  |
| 5.  | „Zakazani”                      | Kuba Mańkowski, Tomasz Napierała, Bogumił Romanowski                                        | 3:50  |
| 6.  | „W stronę słońca” (Rock Edit)   | Gabriella Jelena Jangfeldt, Simon Triebel, Sharon Vaughn                                    | 3:10  |
| 7.  | „Zmierzch”                      | Ewelina Lisowska, Maciej Wiergowski                                                         | 3:50  |
| 8.  | „Dalej stąd”                    | Ewelina Lisowska, Kuba Mańkowski, Tomasz Napierała, Bogumił Romanowski                      | 4:03  |
| 9.  | „Aero-Plan”                     | Ewelina Lisowska, Kuba Mańkowski, Tomasz Napierała, Bogumił Romanowski                      | 4:00  |
| 10. | „Aero-Plan II”                  | Ewelina Lisowska, Filip Pachólczyk, Maciej Wiergowski                                       | 3:35  |
| 11. | „Nieodporny rozum” (Radio Edit) | Johannes Bürmann, Ewelina Lisowska                                                          | 3:34  |
|     |                                 | Całkowita długość:                                                                          | 40:14 |

## Pozycja na liście sprzedaży
| Kraj   | Lista sprzedaży (2013)    | Najwyższa pozycja | Certyfikat  | Sprzedaż |
| ------ | ------------------------- | ----------------- | ----------- | -------- |
| Polska | Oficjalna Lista Sprzedaży | 10                | złota płyta | 15 000+  |